# Елби
Елби (енгл. Elbe) насељено је место без административног статуса у америчкој савезној држави Вашингтон.

## Демографија
По попису из 2010. године број становника је 29, што је 8 (38,1%) становника више него 2000. године.
| Група             | 2000.       | 2010.      |
| Белци             | 21 (100,0%) | 28 (96,6%) |
| Афроамериканци    | 0 (0,0%)    | 0 (0,0%)   |
| Азијати           | 0 (0,0%)    | 0 (0,0%)   |
| Хиспаноамериканци | 0 (0,0%)    | 0 (0,0%)   |
| Укупно            | 21          | 29         |